# فرانسيس هوغان
فرانسيس إليزابيث هوغان (تكنى مورغن، 20 ديسمبر 1843 - 5 فبراير 1927) كانت طبيبة ويلزية، وفي عام 1870 أصبحت أول امرأة من المملكة المتحدة تحصل على درجة الدكتوراه في الطب من أي جامعة في أوروبا. كانت طبيبة رائدة وباحثة ومصلحة اجتماعية – وأول طبيبة مسجلة في ويلز. افتتحت هي وزوجها أول عيادة طبية للزوج والزوجة في بريطانيا. كرمت باللوحة الأرجوانية الحادية عشرة في ويلز في مسقط رأسها في بريكون في مارس 2023.

## النشأة والتعليم
ولدت فرانسيس هوغان في بريكون، ويلز، حيث كان والدها، ريتشارد مورغن، أمينًا. نشأت وتعلمت في كاوبريدج في غلامورغن ولاحقًا في وندسور. خلال فترة مراهقتها، أنجبت ابنة غير شرعية، تربت مع والدتها وتوفيت على أنها أخت فرانسيس. ذهبت للدراسة في باريس ودوسلدورف.
بعد استبعاد النساء من قبل مجلس جمعية الصيادلة من الامتحانات المهنية في عام 1867، حصلت مورغن على تعليمها الطبي في جامعة زيورخ، حيث حصلت ناديجدا سوسلوفا، أول طبيبة في روسيا، على شهادتها في ديسمبر 1867. أكملت مورغن دراسة الطب في ثلاث سنوات بدلًا من الخمس سنوات المتوقعة، وفي مارس 1870، أصبحت ثاني امرأة تحصل على درجة الدكتوراه (مع أطروحة حول ضمور العضلات التقدمي) في جامعة زيورخ. بعد ذلك، في إحدى العيادات في فيينا، أجرت دراسة حول القبالة الجراحية وأصبحت تلميذة للجراح غوستاف براون.
حصلت على الدكتوراه في الطب من جامعة زيورخ في مارس 1870، وأكملت الدورة الدراسية التي مدتها ست سنوات في ثلاث سنوات، لتصبح أول امرأة بريطانية تحصل على درجة الطب الأوروبية.

## الحياة المهنية
بعد تخرجها، قامت فرانسيس بعمل ما بعد التخرج في أفضل كليات الطب في فيينا وبراغ وباريس قبل عودتها إلى بريطانيا. أمضت عدة سنوات كطبيبة تعمل مع إليزابيث غاريت أندرسون في المستشفى الجديد للنساء في لندن. كما ساعدت أيضًا في تأسيس جمعية الصحة الوطنية مع إليزابيث بلاكويل في عام 1871. وكان هدفها تعزيز الصحة بين جميع فئات السكان.
في عام 1874 تزوجت من الدكتور جورج هوغان. حصلت على ترخيصها للممارسة في المملكة المتحدة من كلية الملك والملكة للأطباء في أيرلندا في فبراير 1877.
افتتحت مع زوجها أول عيادة طبية عامة للزوج والزوجة في المملكة المتحدة. وقد كتب كلاهما أوراقًا بحثية طبية على مدار العقد التالي، وشاركت في تأليف بعضها.
في عام 1882، دعت إلى توفير خدمة طبية نسائية ممولة من القطاع العام للمرضى الإناث في الهند. وقد ساعد هذا في تمهيد الطريق لصندوق دوفرين. وفي نفس العام أصبحت مشرفة طبية في مدرسة شمال لندن الجماعية، وهي واحدة من أولى المدارس الثانوية الأكاديمية الصارمة للفتيات. شغلت هذا الدور لمدة ست سنوات.
كتبت بحثًا في عام 1884 بعنوان موقف أم الأسرة، مستخدمة أحدث الأفكار حول الحمل والإنجاب لتجادل بأن الأمهات يجب أن يتمتعن بحقوق أكبر تجاه أطفالهن.
كانت فرانسيس وزوجها جورج مناهضين لتشريح الحيوانات ومعارضين للتطعيم الإجباري. وفي مقال لمجلة التطعيم في سبتمبر 1883، جادل كلاهما ضد التطعيم الإجباري. مرض جورج زوج فرانسيس عام 1885 وانتقل الزوجان إلى جنوب فرنسا. توفي جورج بسبب ورم في المخ عام 1891.
أصبحت هوغان ناشطة ومصلحة اجتماعية، وقامت بجولة في الولايات المتحدة لإلقاء المحاضرات. كان لديها اهتمام خاص بالقضايا العرقية، وكانت متحدثة في مؤتمر العرق العالمي في لندن عام 1911.

## الموت والإرث
توفيت فرانسيس عام 1927. ودُفنت بقايا جثتها المحترقة مع زوجها في مقبرة ووكينغ.
تمنح جمعية ويلز المتعلمة وسام فرانسيس هوجان للنساء المتميزات المرتبطات بمدينة ويلز في مجالات العلوم أو الطب أو الهندسة أو التكنولوجيا أو الرياضيات.
في 3 مارس 2023، وضعت لوحة في مكان الميلاد في بريكون للاحتفال بهوغان، مع وضع اللوحة الأرجوانية الحادية عشرة في ويلز للاحتفال بالنساء المتميزات في ويلز. قالت وزيرة العدالة الاجتماعية في حكومة ويلز، جين هوت، إنها تأمل أن تضمن اللوحة ارتقاء اسمها إلى المكانة التي تستحقها.

## أعمال محددة
- مبادرة تعليم الفتيات في ويلز (1882)
- النساء الزنجيات الأمريكيات خلال الخمسين سنة الأولى من الحرية (1913)